# Arenaria leucasteria
Arenaria leucasteria är en nejlikväxtart som beskrevs av Johannes Mattfeld. Arenaria leucasteria ingår i släktet narvar, och familjen nejlikväxter. Inga underarter finns listade i Catalogue of Life.